# Aeropuerto de la Ruta 66 de Santa Rosa
El Aeropuerto de la Ruta 66 de Santa Rosa (en inglés: Santa Rosa Route 66 Airport) (ICAO: KSXU, FAA LID: SXU, antes I58) es un aeropuerto de uso público localizado a tres millas náuticas ( 6 km) al este del distrito central de negocios de Santa Rosa, un pueblo en el condado de Guadalupe, Nuevo México, al sureste de Estados Unidos. Es propiedad de la ciudad de Santa Rosa.
Aunque la mayoría de los aeropuertos de Estados Unidos utilizan el mismo identificador de posición de tres letras para la FAA y IATA , este aeropuerto es asignado SXU por la FAA , pero no tiene la designación de la IATA (se asignó SXU a Soddu, Etiopía).
El aeropuerto de Santa Rosa tiene una superficie de 401 acres (162 hectáreas) y está a una altitud de 4,792 pies (1,461 m) sobre el nivel medio del mar. Cuenta con dos pistas de asfalto pavimentado.